# 命は美しい
『命は美しい』（いのちはうつくしい）は、日本の女性アイドルグループ乃木坂46の楽曲。2015年3月18日に乃木坂46の11作目のシングルとしてN46Div.から発売された。秋元康が作詞、Hiroki Sagawaが作曲した。楽曲のセンターポジションは西野七瀬が務めた。

## 背景とリリース
DVD付属のType-A・B・C、CDのみの通常盤の4形態で発売。
歌詞は情景が浮かんでくるような意味深な内容で、重いテーマを扱っており、背景として10thシングル「何度目の青空か?」や1stアルバム『透明な色』収録曲「僕がいる場所」の歌詞、4thシングル「制服のマネキン」、10thシングル「何度目の青空か?」収録曲「あの日 僕は咄嗟に嘘をついた」がある。「僕がいる場所」では「僕」が愛する者を置いて死んでゆく未来が語られており、前作「何度目の青空か?」で見上げた太陽が、今作では世界とのつながりを意味する海のもとで、地平線から差し込む陽の光となって主人公の瞳に宿り、それが涙へと置き換わることによってリアリティーを受容する。西野七瀬によれば、2番のサビから「命は美しい」というタイトルの意味を読み取ることができる。1サビで「命は美しい」「初めて気づいた」「すべてのその悲しみ」だったものが、2サビでは「命は逞（たくま）しい」に置き換わり「捨ててはいけない」「約束してる」という言葉へと生まれ変わる。タイトルの「命は美しい」について、秋元康は企画段階から覚悟を決めており、その覚悟を引き継いでダンスの振付も構成された。
ダンスは「制服のマネキン」を彷彿とさせるが、Aメロの音程が非常に低く、ダークな雰囲気で2015年時点で今まで見せたことのないような、自己表現を許さぬフォーメーションダンスとキレのある構成で、振り入れに時間を要するほどグループ史上最高難度とされており、選抜メンバーの一人ひとりにダンス講師が付添いで指導した。そして2015年2月22日に西武ドームで開催された『3rd YEAR BIRTHDAY LIVE』で初披露された。

## プロモーション
ヒット祈願キャンペーンとして、3月16日から22日まで東京地下鉄（東京メトロ）全139駅にメンバー38人分の直筆サイン入りポスターが掲出された。また、文部科学省「24時間子供SOSダイヤル」のポスターにも起用され、文部科学省のホームページおよび全国約3万7000校の小・中・高等学校に配布された。

## アートワーク
| Type-A 表 | 西野七瀬                                                                             |
| Type-A 裏 | 若月佑美・秋元真夏・生駒里奈・桜井玲香・深川麻衣                                     |
| Type-B 表 | 松井玲奈・白石麻衣・西野七瀬・橋本奈々未・生田絵梨花                                 |
| Type-B 裏 | 松村沙友理・相楽伊織・齋藤飛鳥・伊藤万理華・堀未央奈・星野みなみ・衛藤美彩・高山一実 |
| Type-C 表 | アンダーメンバー                                                                     |
| Type-C 裏 | アンダーメンバー                                                                     |
| 通常盤 表 | 選抜メンバー                                                                         |
| 通常盤 裏 | 選抜メンバー                                                                         |

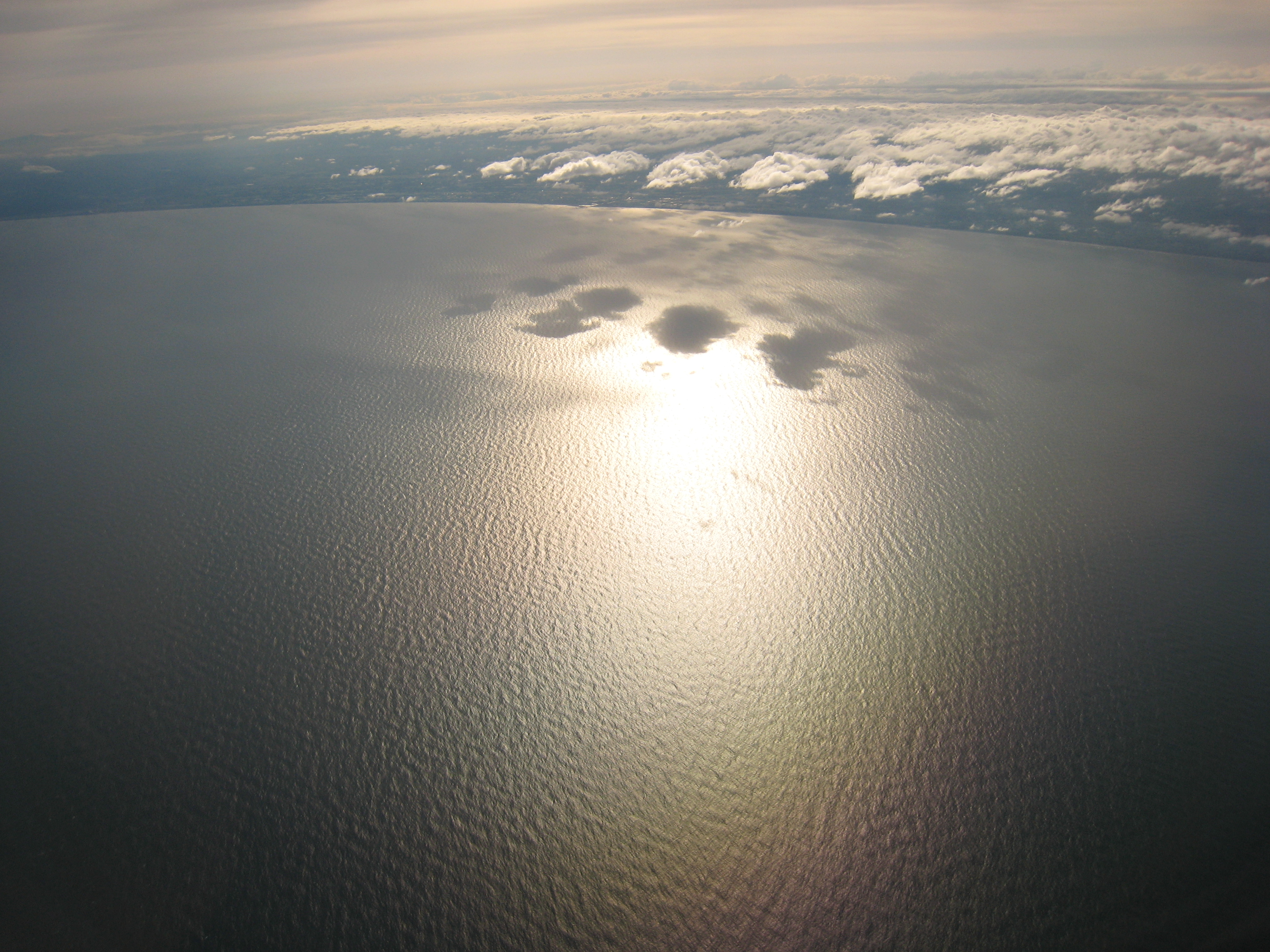
九十九里浜（ジャケット撮影地）

2015年2月上旬に撮影された。命を太陽に見立て、世界とのつながりを意味する海のもとで、まるで命のように力強く昇り、輝きながら沈んでいく太陽が夕陽となって千葉県九十九里浜の水面に映りだす幻想的な風景を収めた写真が使用されている。ジャケットの撮影はアートディレクターの柳川敬介、フォトグラファーの青野千紘が担当した。乃木坂46の作品を手掛けるのはともに初。
柳川によれば、CDジャケットは「真面目なメッセージが伝わるようなものにしてほしい」というソニー・ミュージックレコーズのオーダーと「若者は何か哲学を欲しているのではないか」という秋元康のオーダーから公共性のあるCDジャケットがデザインされた。CDジャケットのデザインは通常盤、Type-C、Type-B、Type-Aという流れで構成されており、通常盤で海に辿り着き、Type-Cで夕暮れの海に惹かれ、Type-Bで思いをめぐらし、Type-Aでその思いを伝える西野七瀬がいる。

## チャート成績
本作はサウンドスキャンジャパン、Billboard JAPAN Hot 100、Billboard JAPAN Top Singles Sales、オリコン週間CDシングルランキングなどの週間チャートで初登場1位を獲得した。オリコン週間CDシングルランキングにおける乃木坂46の1位獲得は2ndシングル「おいでシャンプー」から10作連続となり、女性グループとしてAKB48・SKE48に続く3組目となる10作連続1位を達成した。乃木坂46がデビューから10作連続1位を達成するまでに要した期間は約3年1か月で、それまで最短だったSKE48の約4年8か月の記録を更新し、女性グループ史上最速記録を樹立した。初週推定売上は50万297枚を記録し、乃木坂46のシングル売上が初動50万枚を突破したのは初である。その後、2015年3月度月間CDシングルランキングで3位、2015年度上半期CDシングルランキングでは推定売上61万5449枚で4位、2015年度年間シングルランキングでは推定売上62万555枚で8位を獲得した。

## ミュージック・ビデオ
命は美しい
監督：井上強、振付：WARNER、衣装：市野沢祐大・bodysong.
命や時といったリアリティーの受容をテーマとし、白い涙と黒い涙で陰陽をつけ、それが命に置き換わっていくさまを表現し、ダンスチューン寄りの構成になっている。白い涙を流した松井玲奈は本作をもって乃木坂46との交換留学を終え、同年にSKE48を卒業した。ミュージック・ビデオは2月1日から2日間、山梨県南都留郡富士河口湖町の河口湖ステラシアターで撮影された。ストーブを使用しても吐く息が白くなるほど極寒のなか、何度もダンス撮影が行われた。ミュージック・ビデオの再生回数はAKB48の直近のシングルである「Green Flash」を超えた。
あらかじめ語られるロマンス
立ち直り中
監督：湯浅弘章
テーマは喪失と再生。紡績工場で働く女性達のヒューマンドラマになっており、工場を出て芸能活動を夢みる白石麻衣と、つらい記憶を抱えた人見知りの橋本奈々未がそれぞれの道へと旅立ち「自分にとっての幸せ」を探していく姿が描かれている。
ごめんね ずっと…
監督：山戸結希
画面を2分割した構成になっており、左の画面に「もしも西野七瀬がアイドルになっていなかったら」、右の画面に「アイドルの西野七瀬」が描かれ、幼少期から現在に至るまでの生い立ちが組み込まれている。
君は僕と会わない方がよかったのかな
監督：山田篤宏
2月上旬、気温1℃の雪の降る寒空のなか、長野県上田市の全面協力のもと、海野町商店街などで撮影された。高校の同級生だったメンバー達が卒業後の同窓会で故郷に集まるなか、故郷を離れて働く中元日芽香が遅れて同窓会へ向かう姿が描かれている。

## メディアでの使用
命は美しい
『はるやまx乃木坂46 さよなら制服篇』（2015年2月12日 - 、はるやま商事）のフレッシャーズ全力応援キャンペーンCMソング。イメージキャラクターとして秋元真夏・生田絵梨花・生駒里奈・桜井玲香・白石麻衣・西野七瀬・橋本奈々未・深川麻衣・若月佑美の9名が出演。
『755 がんばる! 篇』『755 嬉しい! 篇』（2015年3月20日 - 、サイバーエージェント）のCMソング。キャッチコピーは「いまや、乃木坂46だってハマってる」。
立ち直り中
『Palty』（2015年3月15日 - 、ダリヤ）のCMソング。イメージキャラクターとして白石麻衣が出演。

## シングル収録トラック

### Type-A
| #         | タイトル                                      | 作詞      | 作曲               | 編曲               | 時間  |
| --------- | --------------------------------------------- | --------- | ------------------ | ------------------ | ----- |
| 1.        | 「命は美しい」                                | 秋元康    | Hiroki Sagawa      | Hiroki Sagawa      | 5:17  |
| 2.        | 「あらかじめ語られるロマンス」                | 秋元康    | SoichiroK Nozomu.S | SoichiroK Nozomu.S | 4:56  |
| 3.        | 「立ち直り中」                                | 秋元康    | 福田貴史           | TATOO              | 4:44  |
| 4.        | 「命は美しい off vocal ver.」                 |           | Hiroki Sagawa      | Hiroki Sagawa      | 5:17  |
| 5.        | 「あらかじめ語られるロマンス off vocal ver.」 |           | SoichiroK Nozomu.S | SoichiroK Nozomu.S | 4:56  |
| 6.        | 「立ち直り中 off vocal ver.」                 |           | 福田貴史           | TATOO              | 4:42  |
| 合計時間: | 合計時間:                                     | 合計時間: | 合計時間:          | 合計時間:          | 29:52 |

| #         | タイトル                   | 作詞      | 作曲・編曲 | 監督     | 時間  |
| --------- | -------------------------- | --------- | ---------- | -------- | ----- |
| 1.        | 「命は美しい music video」 |           |            | 井上強   | 5:41  |
| 2.        | 「立ち直り中 music video」 |           |            | 湯浅弘章 | 10:11 |
| 3.        | 「生駒里奈&伊藤万理華」    |           |            | 高橋栄樹 | 8:32  |
| 4.        | 「衛藤美彩&桜井玲香」      |           |            | 今泉力哉 | 5:58  |
| 5.        | 「川後陽菜&斎藤ちはる」    |           |            | 山崎連基 | 5:46  |
| 6.        | 「川村真洋&相楽伊織」      |           |            | 浅尾芳宣 | 8:13  |
| 7.        | 「高山一実&能條愛未」      |           |            | 中島望   | 6:27  |
| 8.        | 「西野七瀬&若月佑美」      |           |            | 湯浅弘章 | 8:42  |
| 合計時間: | 合計時間:                  | 合計時間: | 59:22      |          |       |

### Type-B
| #         | タイトル                                      | 作詞      | 作曲               | 編曲               | 時間  |
| --------- | --------------------------------------------- | --------- | ------------------ | ------------------ | ----- |
| 1.        | 「命は美しい」                                | 秋元康    | Hiroki Sagawa      | Hiroki Sagawa      | 5:17  |
| 2.        | 「あらかじめ語られるロマンス」                | 秋元康    | SoichiroK Nozomu.S | SoichiroK Nozomu.S | 4:56  |
| 3.        | 「ごめんね ずっと…」                          | 秋元康    | 山田智和           | 住谷翔平           | 5:31  |
| 4.        | 「命は美しい off vocal ver.」                 |           | Hiroki Sagawa      | Hiroki Sagawa      | 5:17  |
| 5.        | 「あらかじめ語られるロマンス off vocal ver.」 |           | SoichiroK Nozomu.S | SoichiroK Nozomu.S | 4:56  |
| 6.        | 「ごめんね ずっと… off vocal ver.」           |           | 山田智和           | 住谷翔平           | 5:28  |
| 合計時間: | 合計時間:                                     | 合計時間: | 合計時間:          | 合計時間:          | 31:25 |

| #         | タイトル                         | 作詞      | 作曲・編曲 | 監督     | 時間 |
| --------- | -------------------------------- | --------- | ---------- | -------- | ---- |
| 1.        | 「命は美しい music video」       |           |            | 井上強   | 5:41 |
| 2.        | 「ごめんね ずっと… music video」 |           |            | 山戸結希 | 7:26 |
| 3.        | 「伊藤かりん&樋口日奈」          |           |            | 伊東和彦 | 4:46 |
| 4.        | 「井上小百合&斉藤優里」          |           |            | 頃安祐良 | 6:17 |
| 5.        | 「齋藤飛鳥&星野みなみ」          |           |            | 前田彩   | 3:13 |
| 6.        | 「白石麻衣&橋本奈々未」          |           |            | 池田一真 | 7:16 |
| 7.        | 「新内眞衣&深川麻衣」            |           |            | 中村太洸 | 5:58 |
| 合計時間: | 合計時間:                        | 合計時間: | 40:37      |          |      |

### Type-C
| #         | タイトル                                              | 作詞      | 作曲               | 編曲               | 時間  |
| --------- | ----------------------------------------------------- | --------- | ------------------ | ------------------ | ----- |
| 1.        | 「命は美しい」                                        | 秋元康    | Hiroki Sagawa      | Hiroki Sagawa      | 5:17  |
| 2.        | 「あらかじめ語られるロマンス」                        | 秋元康    | SoichiroK Nozomu.S | SoichiroK Nozomu.S | 4:56  |
| 3.        | 「君は僕と会わない方がよかったのかな」                | 秋元康    | Akira Sunset ha-j  | Akira Sunset ha-j  | 5:06  |
| 4.        | 「命は美しい off vocal ver.」                         |           | Hiroki Sagawa      | Hiroki Sagawa      | 5:17  |
| 5.        | 「あらかじめ語られるロマンス off vocal ver.」         |           | SoichiroK Nozomu.S | SoichiroK Nozomu.S | 4:56  |
| 6.        | 「君は僕と会わない方がよかったのかな off vocal ver.」 |           | Akira Sunset ha-j  | Akira Sunset ha-j  | 5:03  |
| 合計時間: | 合計時間:                                             | 合計時間: | 合計時間:          | 合計時間:          | 30:35 |

| #         | タイトル                                           | 作詞      | 作曲・編曲 | 監督                     | 時間 |
| --------- | -------------------------------------------------- | --------- | ---------- | ------------------------ | ---- |
| 1.        | 「命は美しい music video」                         |           |            | 井上強                   | 5:41 |
| 2.        | 「君は僕と会わない方がよかったのかな music video」 |           |            | 山田篤宏                 | 5:10 |
| 3.        | 「秋元真夏&中元日芽香」                            |           |            | 中川英明 水落豊 尾形直哉 | 5:54 |
| 4.        | 「生田絵梨花&松村沙友理」                          |           |            | 月田茂 山本篤彦 柴谷麻以 | 6:05 |
| 5.        | 「北野日奈子&和田まあや」                          |           |            | あないかずひさ           | 4:04 |
| 6.        | 「中田花奈&永島聖羅」                              |           |            | 高橋明大                 | 7:37 |
| 7.        | 「堀未央奈&松井玲奈」                              |           |            | 山岸聖太                 | 9:28 |
| 8.        | 「研究生」                                         |           |            | 伊藤衆人                 | 7:55 |
| 合計時間: | 合計時間:                                          | 合計時間: | 51:54      |                          |      |

### 通常盤
| #         | タイトル                                      | 作詞      | 作曲               | 編曲               | 時間  |
| --------- | --------------------------------------------- | --------- | ------------------ | ------------------ | ----- |
| 1.        | 「命は美しい」                                | 秋元康    | Hiroki Sagawa      | Hiroki Sagawa      | 5:16  |
| 2.        | 「あらかじめ語られるロマンス」                | 秋元康    | SoichiroK Nozomu.S | SoichiroK Nozomu.S | 4:56  |
| 3.        | 「ボーダー」                                  | 秋元康    | 中土智博           | 中土智博           | 4:39  |
| 4.        | 「命は美しい off vocal ver.」                 |           | Hiroki Sagawa      | Hiroki Sagawa      | 5:17  |
| 5.        | 「あらかじめ語られるロマンス off vocal ver.」 |           | SoichiroK Nozomu.S | SoichiroK Nozomu.S | 4:56  |
| 6.        | 「ボーダー off vocal ver.」                   |           | 中土智博           | 中土智博           | 4:37  |
| 合計時間: | 合計時間:                                     | 合計時間: | 合計時間:          | 合計時間:          | 29:42 |

### コンプリートパック
| #         | タイトル                               | 作詞      | 作曲               | 編曲               | 時間  |
| --------- | -------------------------------------- | --------- | ------------------ | ------------------ | ----- |
| 1.        | 「命は美しい」                         | 秋元康    | Hiroki Sagawa      | Hiroki Sagawa      | 5:17  |
| 2.        | 「あらかじめ語られるロマンス」         | 秋元康    | SoichiroK Nozomu.S | SoichiroK Nozomu.S | 4:56  |
| 3.        | 「立ち直り中」                         | 秋元康    | 福田貴史           | TATOO              | 4:44  |
| 4.        | 「ごめんね ずっと…」                   | 秋元康    | 山田智和           | 住谷翔平           | 5:31  |
| 5.        | 「君は僕と会わない方がよかったのかな」 | 秋元康    | Akira Sunset ha-j  | Akira Sunset ha-j  | 5:06  |
| 6.        | 「ボーダー」                           | 秋元康    | 中土智博           | 中土智博           | 4:39  |
| 合計時間: | 合計時間:                              | 合計時間: | 合計時間:          | 合計時間:          | 30:13 |

## 歌唱メンバー

### 命は美しい
（センター：西野七瀬）
- 3列目：松村沙友理、相楽伊織、齋藤飛鳥、伊藤万理華、堀未央奈、星野みなみ、衛藤美彩、高山一実[73]
- 2列目：若月佑美、秋元真夏、生駒里奈、桜井玲香、深川麻衣[74]
- 1列目：松井玲奈、白石麻衣、西野七瀬、橋本奈々未、生田絵梨花[74]

前作「何度目の青空か?」のフォーメーション3列目に2名を増員した18名選抜である。福神は9th「夏のFree&Easy」、10th「何度目の青空か?」に引き続き、1列目と2列目を合わせた10名が「十福神」であり、3作連続同数福神は4th「制服のマネキン」、5th「君の名は希望」、6th「ガールズルール」以来となる。本作で相楽伊織が初選抜となり、伊藤万理華と齋藤飛鳥はともに7th「バレッタ」以来の選抜復帰となった。松村沙友理は「気づいたら片想い」以来2度目の福神離脱となり、自身初の3列目となった。斎藤ちはるは今作の選抜から外れた。

### あらかじめ語られるロマンス
（センター：齋藤飛鳥・星野みなみ）
- 生田絵梨花、生駒里奈、伊藤万理華、齋藤飛鳥、星野みなみ、堀未央奈[72]

### 立ち直り中
（センター：白石麻衣）
- 秋元真夏、衛藤美彩、白石麻衣、高山一実、橋本奈々未、深川麻衣、松村沙友理[72]

### ごめんね ずっと…
- 西野七瀬[60]

### 君は僕と会わない方がよかったのかな
（センター：中元日芽香）
- 3列目：川村真洋、北野日奈子、川後陽菜、樋口日奈、伊藤かりん、和田まあや、斎藤ちはる
- 2列目：能條愛未、永島聖羅、中田花奈、新内眞衣
- 1列目：斉藤優里、中元日芽香、井上小百合[43]

アンダーメンバーによる楽曲。

### ボーダー
（センター：寺田蘭世）
- 伊藤純奈、佐々木琴子、鈴木絢音、寺田蘭世、山崎怜奈、渡辺みり愛[72]